# Allograpta aeruginosifrons
Allograpta aeruginosifrons là một loài ruồi trong họ Ruồi giả ong (Syrphidae). Loài này được Schiner mô tả khoa học đầu tiên năm 1868. Allograpta aeruginosifrons phân bố ở vùng Tân Nhiệt đới